# Усков, Борис Николаевич
Усков, Борис Николаевич (23 марта 1901, Егорьевск, Рязанская губерния — 7 февраля 1970, Москва) — анатом, один из специалистов, следивших за состоянием тела В. И. Ленина. Бальзамировал И. В. Сталина, Г. Димитрова (Болгария), К. Готвальда (Чехословакия), Чойбалсана (Монголия). В 1953 году производил вскрытие тела Сталина. С 1962 по 1967 директор Лаборатории Мавзолея Ленина. Руководил кафедрой Нормальной Анатомии Первого Московского Медицинского института им. И. М. Сеченова, там же преподавал, был автором многих трудов по медицине. Читал лекции (пластическая анатомия) в Художественном институте им. В. И. Сурикова, автор учебника «Пластическая анатомия для художников». Имя Б. Н. Ускова было засекречено до 1985 года.

## Биография
Родился 23 марта 1901 года в г. Егорьевске Московской области. Родители: отец Николай Петрович Усков и мать Пелагея Васильевна были из купеческой среды, члены их семьи имели в Москве текстильные магазины. Окончил гимназию в Егорьевске. Приехал в Москву, поступил на медицинский факультет МГУ. Учился у профессора П. И. Карузина.
В 1924 году после окончания университета поступил в аспирантуру. В это время заканчивали строительство нового здания анатомического театра. Усков стал там хозяйственным ассистентом. Одновременно во ВХУТЕИНе был демонстрационным ассистентом у проф. Карузина.
С ? года преподавал на кафедре Нормальной анатомии Первого Московского Медицинского университета им. И. М. Сеченова.
С 1930 года, будучи профессором в 1-м Московском Медицинском институте, по совместительству читал лекции по пластической анатомии в художественной студии Рерберга. Там он познакомился с Ириной Александровной Колодяжной-Кибальчич, она была студенткой студии, посещала его лекции. За ней ухаживал авиа-конструктор А. Яковлев, но она предпочла Ускова, стала его женой.
В ноябре 1941 году, в начале Второй Мировой войны весь профессорско-преподавательский состав 1-го ММИ был из Москвы эвакуирован на Урал в г. Уфу. Б. Н. Усков там руководил кафедрой Анатомии человека Башкирского Государственного Медицинского Университета при одном ассистенте (И. З. Деггеллер) и трёх аспирантах. Задачей была подготовка врачей для фронта по ускоренной программе. Там находился до августа 1943 года.
В 1943 году на год был командирован Наркомздравом СССР в Челябинск, организовывать кафедру Нормальной анатомии при создававшемся там Челябинском Государственном Медицинском институте.
В конце 1944 года возвратился на прежнее место работы в Москву. Продолжал преподавать на кафедре Нормальной анатомии, читал лекции (в совершенстве владел французским языком, французским студентам читал лекции по-французски). Во время лекций делал на доске мелом анатомические наброски (по свидетельству студентов, «рисовал, как Леонардо»). Лекции Ускова пользовались популярностью — его аудитория всегда была полна. На кафедре его избрали профессором с условием, что в течение 2-х лет он защитится. Он написал докторскую диссертацию и подготовил иллюстративный материал.
В ? году Ускова вызвали на кафедру и предупредили: «Получается некрасиво; у Вас полная аудитория, а у Иванова — никого.» (проф. Иванов Георгий Федорович был заведующим кафедрой Нормальной анатомии с 1930 года).
В 1949 году (2 июня) вскрывал и бальзамировал умершего под Москвой вождя Болгарской Коммунистической партии Георгия Димитрова (Димитров умер, находясь на лечении в Барвихе). Специальным правительственным самолётом тело Г. Димитрова было отправлено в Болгарию уже забальзамированным; Усков его сопровождал. Усков был награждён орденом Болгарского Красного знамени. Директором Лаборатории Мавзолея в это время был проф. С. Р. Мардашев.
В 1952 году (26 января) умер Чойбалсан, политический лидер Монголии, и Усков, забальзамировав его, со своей бригадой сопровождал его тело в специальном поезде, поддерживая его сохранность во время пути в Монголию (ехали больше 10 дней) и вплоть до похорон. Чойбалсан был забальзамирован нетрадиционным способом: все тело было залито бетоном, оставлена была только голова.
В 1952 году позвонил проф. Г. Ф. Иванов и сказал, что Усков обвинён в космополитизме, и у Ускова случился первый инфаркт. Иванов защитить докторскую диссертацию ему не дал и Усков не получил звания профессора, остался доцентом.
В 1953 году, 5 марта, в день смерти Сталина, Ускову позвонили из Кремля (у него была прямая телефонная связь с Кремлем), что за ним приедут. Приехал его шофёр и отвёз его на «Ближнюю дачу» И.Сталина в Кунцево и там с помощью ассистента (С. С. Дебов) Усков производил вскрытие. За бальзамирование Сталина, которое он делал своим новым и сразу же засекреченным методом, Усков получил второй Орден Ленина.
В марте 1953 года был в составе научной бригады специалистов (М. А. Барон, С. С. Дебов, С. Р. Мардашев и другие) вызван в Чехословакию бальзамировать лидера Чехословацкой Компартии Готвальда (Клемент Готвальд, будучи на похоронах Сталина, стоял на Мавзолее без головного убора и простудился, вернулся в Чехословакию и очень быстро после этого умер).
В 1955 году проф. Г. Ф. Иванов, незадолго до своей смерти (у него был рак), попросил позвать Ускова к нему в палату в Боткинской больнице, просил прощения за то, что он препятствовал его карьерному продвижению, а именно — защите докторской диссертации.
С 1955 года Усков возглавлял кафедру анатомии Первого Московского Медицинского института им. Сеченова.
С 1962 по 1967 годы был директором Научно-исследовательской Лаборатории Мавзолея Ленина. До Ускова лабораторией руководили: сначала проф. Б. И. Збарский (с 1934 по 1952), потом — проф. С. Р. Мардашев (с 1952 по 1962), а после Ускова — проф. С. С. Дебов (с 1968 по 1997).
Б. Н. Усков умер 7 февраля 1970 г. от инфаркта. Похоронен на Ваганьковском кладбище (20 уч.).

## Интересы
Б. Н. Усков был всесторонне образованным человеком, читал на нескольких иностранных языках, рисовал и писал акварелью, имел большую медицинскую библиотеку, где также были книги по искусству, литературе, истории. Собирал биографии замечательных людей из областей медицины, науки и искусства (Вазари, Леонардо, и многих других). В его семье рисовали и его сестры Ольга Николаевна и Александра Николаевна. Рисунки к своим научным работам делал своей рукой: препараты, таблицы, наглядные пособия. Делал портреты своих учителей — учёных в области медицины. Занимался лепкой — в семье хранится бюст Н. И. Пирогова его работы. Был коллекционером — собирал картины, редкие минералы, манускрипты, народную вышивку. Любил музыку, оперу и симфоническую. Играл на фортепьяно (дома у него была фисгармония, которую он впоследствии подарил Гнесинскому Музыкальному училищу). Любил путешествовать, объездил всю Грузию, Абхазию, Крым. По работе ездил с группой специалистов в Болгарию — проверял состояние тела Г. Димитрова, и привозил полученные в подарок от правительства Болгарии ковёр, шубы, ящики с фруктами. Б. Н. Усков любил ездить в Геленджик, где получил кусок земли. В 1940 г. начал там ставить фундамент дома по рисунку, который сам сделал. Там уже был большой участок, принадлежавший матери жены, с огромным садом, который занимал весь квартал. В 1941 г. началась война и часть этой земли отобрали, разделили на участки и отдали беженцам.
У него была тесная дружба со многими Московскими медиками и учёными: А. А. и С. И. Соловьевыми, М. Ф. Иваницким, К. П. Успенским и др. Снимали рядом дачи в Задонске, Кашире. Когда появились внуки, он много времени стал проводить в Томилине, недалеко от Москвы, где его отец когда-то имел два фамильных дома, которые при Советской Власти отняли, сделав из одного из них ПосСовет. В Томилине он снял дачу для семьи, а на соседней даче — снял себе рабочий кабинет, где писал научные труды.
Как-то приехав к сыну в Санкт-Петербург (тогда, Ленинград), Усков попросил помочь ему найти могилу Лесгафта. На надгробной плите было написано: «Анатом Лесгафт, Петр Францевич» и даты жизни. Он попросил: «Вот и мне так же напиши».
У него было несколько инфарктов, шестой инфаркт был последним. На Ваганьковском кладбище, где он похоронен, на его надгробном камне надпись «Анатом Усков Борис Николаевич. 1901—1970». Его жена пережила его на 5 лет и похоронена там же.
После его смерти часть его медицинской библиотеки купил Университет Сорбонна (около 700 книг). Его сброшюрованная диссертация, рисунки угольным карандашом, живописные работы, фотографии и рукописи хранятся в его домашнем архиве.

## Семья
- Жена — Ускова (Колодяжная-Кибальчич) Ирина Александровна, домохозяйка
- Сын — Усков Игорь Борисович (род. 22.09.1928), профессор, учёный, агрофизик, член-корреспондент ВАСХНИЛ и РАСХ, Санкт-Петербург
- Дочь — Лосина Татьяна Борисовна (род. 14.04.1930 г.), художник-живописец, жена художника-иллюстратора Вениамина Лосина, Москва

## Награды
- 2 ордена Ленина
- Орден Трудового Красного Знамени
- Орден Болгарского Красного знамени